# MAMA Award para Melhor Vídeo Musical
O Mnet Asian Music Award para Melhor Vídeo Musical (뮤직비디오 작품상) é um prêmio apresentado anualmente pela CJ E&M Pictures (Mnet). Foi concedido pela primeira vez na primeira cerimônia da Mnet Asian Music Awards realizada em 1999; Lee Seung-hwan venceu o prêmio pela sua canção "A Request". É dado em homenagem aos artistas, diretores e produtores pela qualidade em vídeos musicais na indústria da música coreana.
A categoria era um prêmio daesang (ou grande prêmio) e era originalmente intitulada "Vídeo Musical do Ano" até 2005. Desde então, foi rebaixada como uma das categorias nomeada de prêmio de "Melhor Vídeo Musical".

## Vencedores e indicados
| Ano[I]                         | Vencedor(s)                    | Vídeo musical                       | Indicado(s) |
| Vídeo Musical do Ano (daesang) | Vídeo Musical do Ano (daesang) | Vídeo Musical do Ano (daesang)      | Vídeo Musical do Ano (daesang) |
| ------------------------------ | ------------------------------ | ----------------------------------- | --- |
| 1999 (1ª)                      | Lee Seung-hwan                 | "A Request"                         | indicados não anunciados |
| 2000 (2ª)                      | Jo Sungmo                      | "Do You Know"                       | indicados não anunciados |
| 2001 (3ª)                      | Wax                            | "Fix My Makeup"                     | indicados não anunciados |
| 2002 (4ª)                      | Jo PD                          | "My Style"                          | indicados não anunciados |
| 2003 (5ª)                      | Big Mama                       | "Break Away"                        | indicados não anunciados |
| 2004 (6ª)                      | BoA                            | "My Name"                           | indicados não anunciados |
| 2005 (7ª)                      | Drunken Tiger                  | "Isolated Ones! Left Foot Forward!" | indicados não anunciados |
| Melhor Vídeo Musical           |                                |                                     | |
| 2006 (8ª)                      | Psy                            | "Entertainer"                       | - Dynamic Duo - "Go Back" - Vibe - "The Man The Woman" - Rain - "I'm Coming" - YB - "Today"                                                                    |
| 2007 (9ª)                      | Dynamic Duo                    | "Attendance Check"                  | - Kim Sa-rang - "Consolation" - Leessang - "Ballerino" ft. Ali - Miro Band - "mAMA" - Dynamic Duo - "Complex"                                                  |
| 2008 (10ª)                     | Wonder Girls                   | "Nobody"                            | - Dynamic Duo - "Solo" - Uhm Jung-hwa - "Disco" ft. T.O.P - Epik High - "One" (ft. Ji Sun) - Taeyang - "Prayer"                                                |
| 2009 (11ª)                     | 2NE1                           | "Fire"                              | - Dienji (디엔지) - "Step 2 Me" - Leessang - "Girl Who Can't Break Up, Boy Who Can't Leave" ft. Jung Min - Bada - "Mad" ft. Untouchable - Seo Taiji - "Juliet" |
| 2010 (12ª)                     | 2NE1                           | "Can't Nobody"                      | - Epik High - "Run" - UV - "Sorry I Can't Be Cool" - Ga-In - "Irreversible" - Taeyang - "I'll Be There"                                                        |
| 2011 (13ª)                     | BIGBANG                        | "Love Song"                         | - Brown Eyed Girls - "Sixth Sense" - Jang Kiha and The Faces - "Just Know Each Other" - Sunny Hill - "Midnight Circus" - UV - "Itaewon Freedom"                |
| 2012 (14ª)                     | Psy                            | "Gangnam Style"                     | - BIGBANG - "Monster" - Ga-in - "Bloom" - Infinite - "The Chaser" - Naul - "Memory Of The Wind"                                                                |
| 2013 (15ª)                     | G-Dragon                       | "Coup D'Etat"                       | - Busker Busker - "First Love" - Cho Yong-pil - "Bounce" - Lee Seung-chul - "My Love" - Psy - "Gentleman"                                                      |
| 2014 (16ª)                     | 2PM                            | "Go Crazy!"                         | - Block B - "Jackpot" - Seo Taiji - "Sogyeokdong" - Girls' Generation-TTS - "Holler" - Teen Top - "Missing"                                                    |
| 2015 (17ª)                     | BIGBANG                        | "Bae Bae"                           | - f(x) - "4 walls" - SHINee - "Married to the Music" - Wonder Girls - "I Feel You" - Infinite - "Bad"                                                          |
| 2016 (18ª)                     | BlackPink                      | "Whistle"                           | • BTS - Blood, Sweat & Tears • Wonder Girls - Why So Lonely • Dean - Bonnie & Clyde • Gain - Carnival (The Last Day)                                           |
| 2017 (19ª)                     | BTS                            | "Spring Day"                        | • Seventeen - Don't Wanna cry • Wanna One - Energetic • Exo - Power • Twice - Signal                                                                           |
| 2018 (20ª)                     | BTS                            | "Idol"                              | • Wanna one - Beautiful •Twice - What Is Love ? • BlackPink - DDU-DU-DDU-DU (Versão Coreana)                                                                   |
| 2019 (21ª)                     | BTS                            | "Boy With Luv"                      | indicados não anunciados |

↑[I]  Cada ano está ligado ao artigo sobre o Mnet Asian Music Awards realizado naquele ano.

## Prêmios múltiplos para Melhor Vídeo Musical
Até 2019, somente o artista BTS conseguiu três prêmios consecutivos.

| Artista | Número de prêmios | Primeiro ano premiado | Último ano premiado |
| ------- | ----------------- | --------------------- | ------------------- |
| Psy     | 2                 | 2006                  | 2012                |
| 2NE1    | 2                 | 2009                  | 2010                |
| BIGBANG | 2                 | 2011                  | 2015                |
| BTS     | 3                 | 2017                  | 2019                |

## Galeria de vencedores

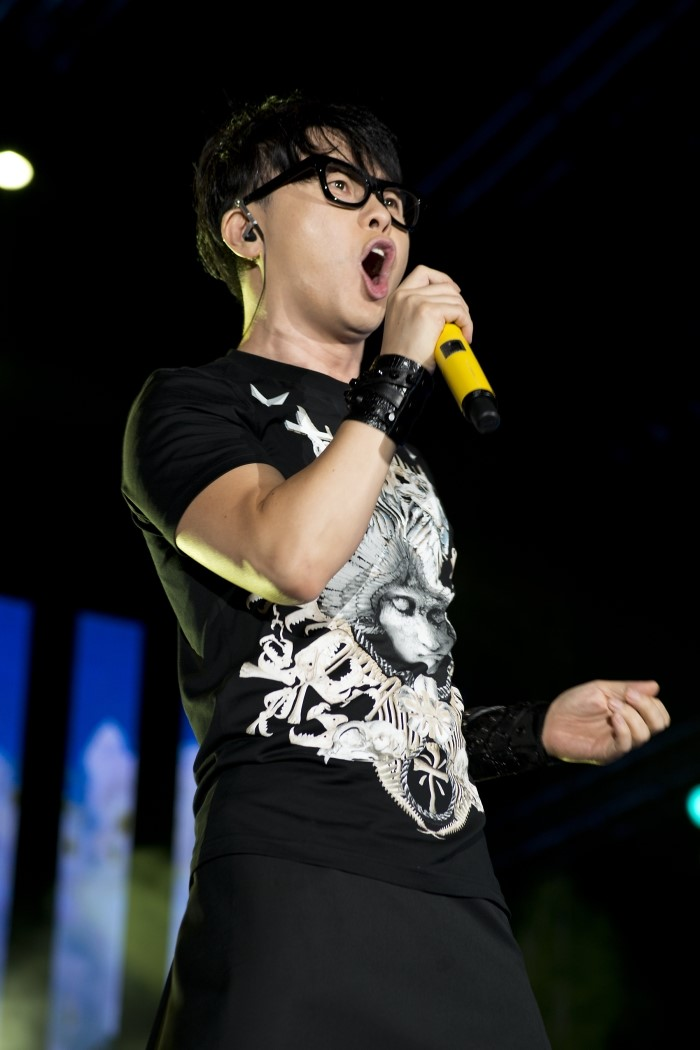
Lee Seung-hwan, (1999)
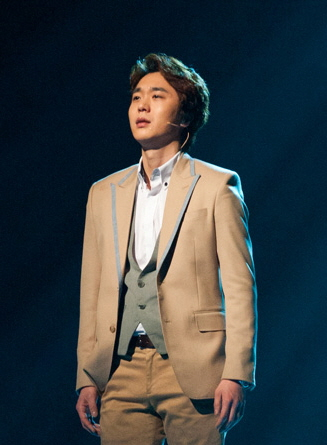
Jo Sungmo, (2000)
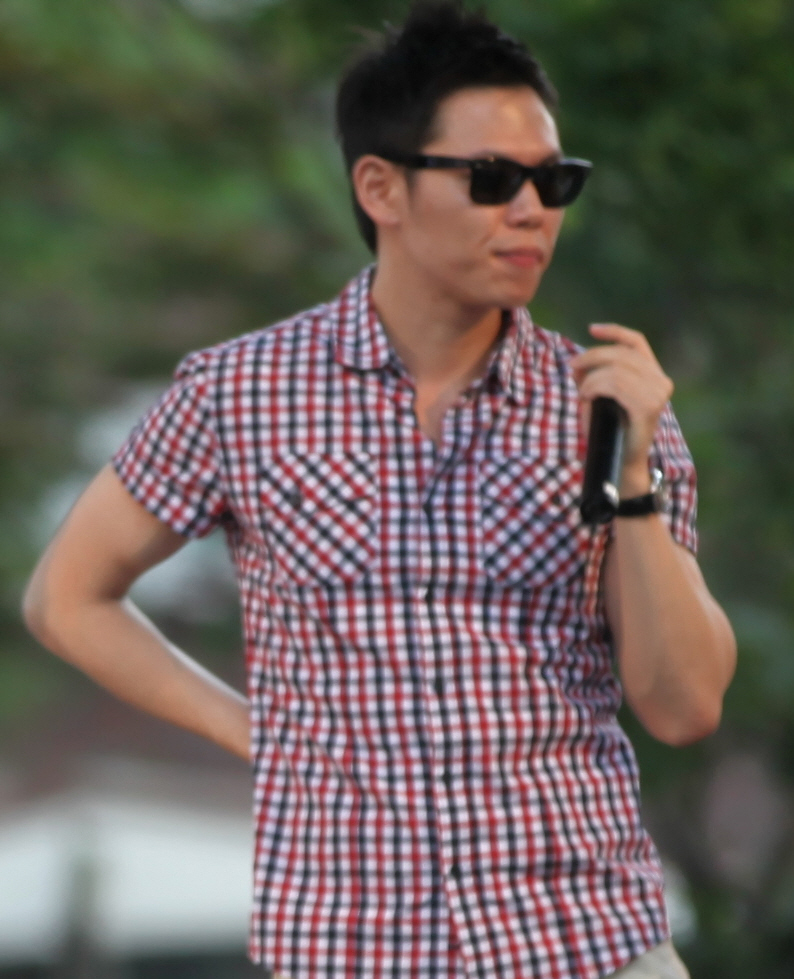
Cho PD, (2002)
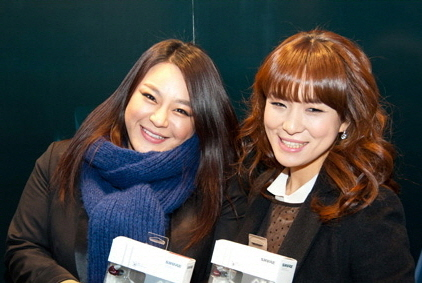
Big Mama, (2003)
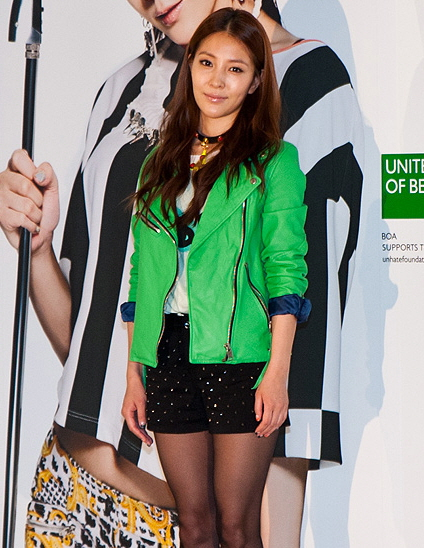
BoA, (2004)
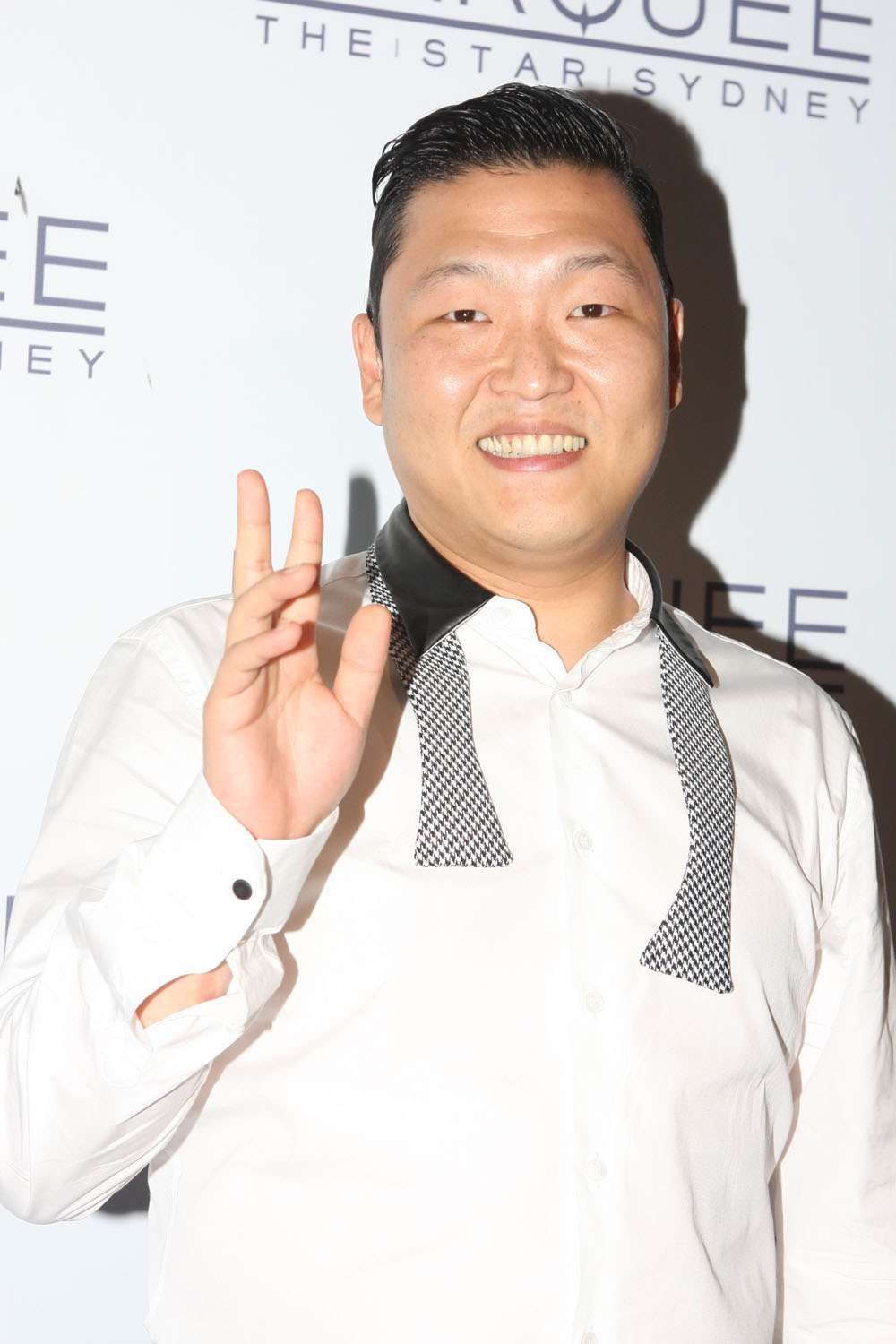
Psy, (2006, 2012)
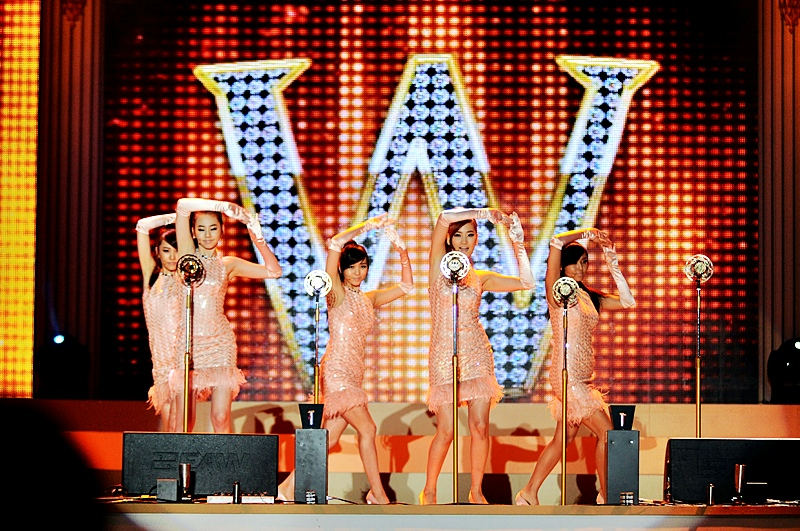
Wonder Girls, (2008)
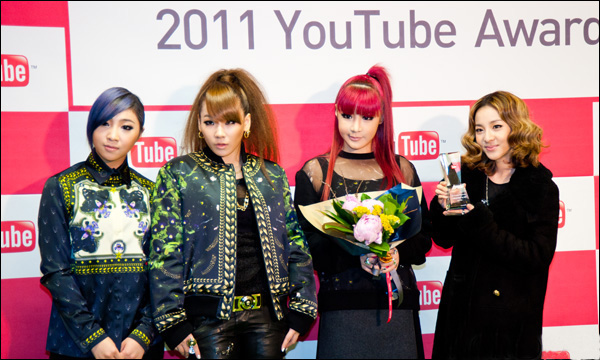
2NE1, (2009-10)
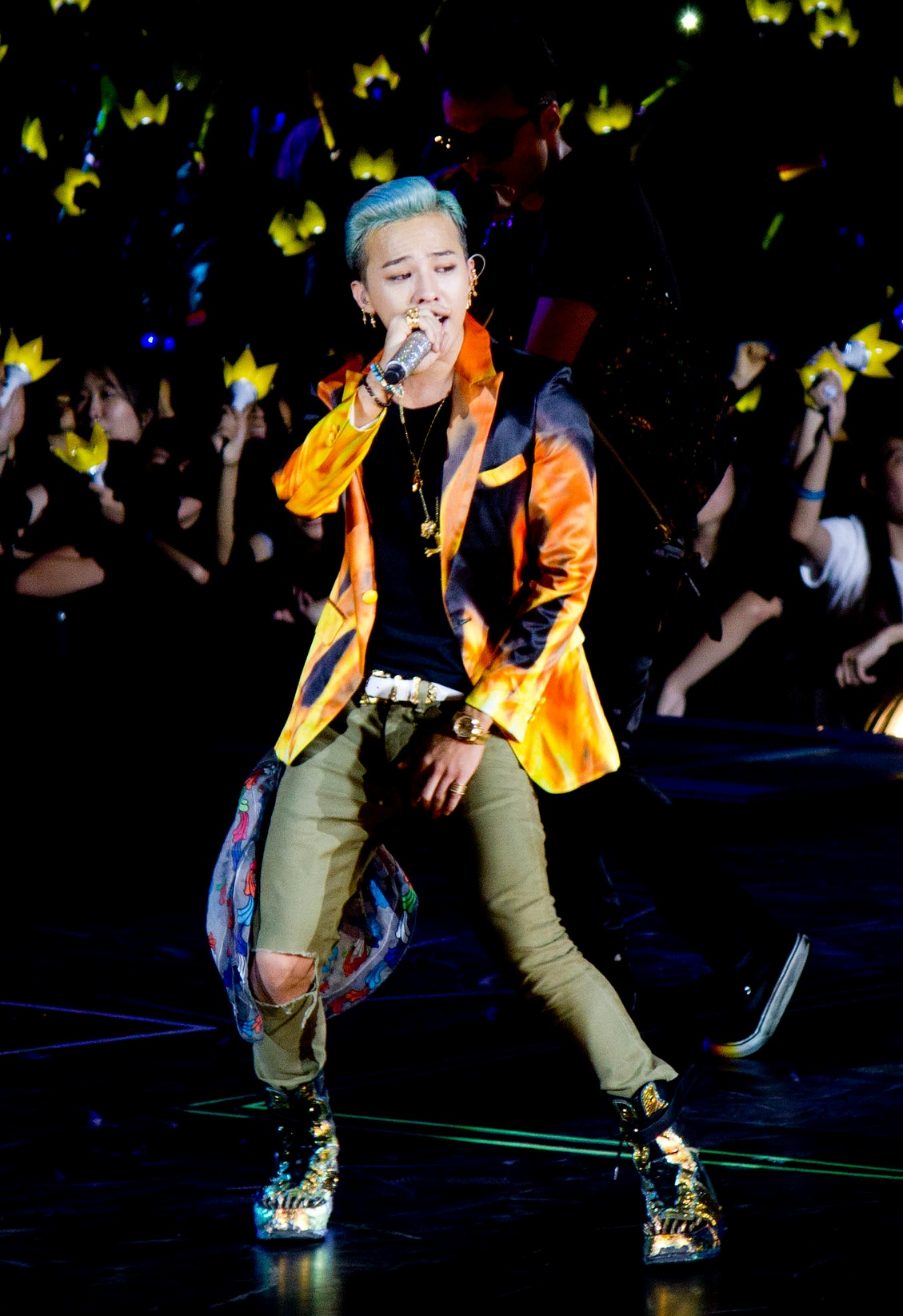
G-Dragon, (2013)
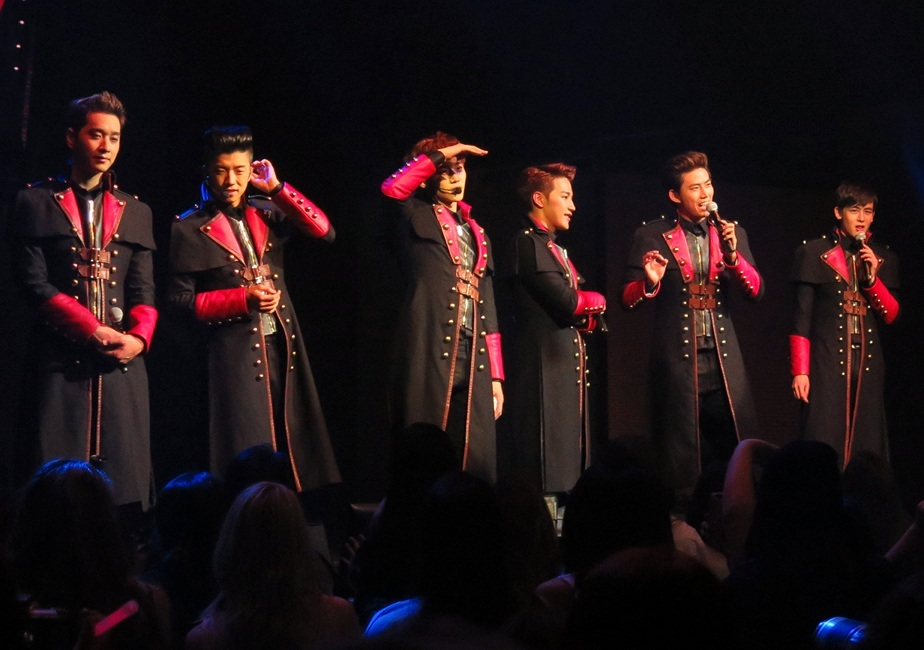
2PM, (2014)